# Partituren
Partituren war eine deutschsprachige Fachzeitschrift für klassische Musik, die von 2005 bis 2008 im Abstand von zwei Monaten beim Friedrich Berlin Verlag erschien. Sie richtete sich in erster Linie an musikalisch interessierte Laien. Jede Ausgabe behandelte ein spezifisches Thema und enthielt als Beigabe eine Begleit-CD. Mit der Ausgabe vom September/Oktober 2008 wurde die Printausgabe der Zeitschrift aufgrund zu niedriger Abonnenten- und Verkaufszahlen eingestellt. Die Auflage lag zuletzt bei 15.000 Exemplaren. 
Ein Großteil aller erschienenen Texte ist auf der Online-Kulturplattform des Verlags, kultiversum, archiviert worden, die auch die weiterhin erscheinende Online-Ausgabe des Magazins sowie eine Mediathek beheimatet.